# Добржанский, Иван Андроникович
Ива́н Андро́никович Добржа́нский (25 мая 1879 — 1941) — российский военный, штабс-ротмистр Отдельного корпуса пограничной стражи. Участник Русско-японской войны и Первой мировой войны. Отец советской актрисы Любови Добржанской.

## Биография
Родился 25 мая 1879 года. Православный. Окончил Киевское реальное училище и Чугуевское пехотное юнкерское училище по 2-му разряду. Служил в 166-м пехотном Ровенском полку, дислоцированном в Киеве. С декабря 1901 года по январь 1902 года и с декабря 1902 года по февраль 1903 года находился в запасе. Участник Русско-японской войны. В декабре 1909 года был переведён в Отдельный корпус пограничной стражи.
Последовательно присваивались звания подпоручика (1904), поручика (1908), штабс-ротмистра (1912).
После Октябрьского переворота был репрессирован и на 5 лет сослан в Соловецкий лагерь особого назначения. После освобождения был пастухом.
Умер в 1941 году от инфаркта миокарда, предположительно, в Семипалатинске. Место захоронения неизвестно.

### Семья
- Брат — Роман Андроникович Романов-Добржанский (настоящая фамилия Добржанский, 1877—?), российский оперный певец (баритон), вокальный педагог.
- Дочь — Любовь Ивановна Добржанская (1905 или 1908—1980), советская актриса.

## Награды
- Орден Святой Анны 4-й степени (1905)
- Георгиевское оружие (1916)

## Другое
- В 2010-е годы аукционный дом «Клейнод», специализирующийся на предметах военной истории, выставил на торги за 25000 долларов США драгунскую офицерскую шашку штабс-ротмистра Добржанского, полученную им как 1-й императорский приз за отличную стрельбу из винтовки. Шашка была в отличной сохранности[1].